# Champion (Album)
Champion ist das am 24. Februar 2009 bei iTunes veröffentlichte vierte offizielle Studioalbum des Dance-Musik-Sänger und Dragqueen RuPaul. Es enthält einen Mix aus House-, Pop-, Club/Dance und R&B-Songs.

## Hintergrund

### Entstehung
RuPaul nahm das gesamte Album im Schlafzimmer des Albumproduzenten Lucian Piane auf. Dabei diente ihnen der Wandschrank als Tonstudio. Die Zusammenarbeit kam durch World Of Wonder, die Produktionsfirma von RuPaul’s Drag Race, zustande. Sie sollten gemeinsam das Titellied für die Sendung produzieren. Hieraus ergaben sich neben dem Titellied die elf weiteren auf dem Album vorhandenen Lieder. Die Arbeit am Album wurde am 10. Februar 2009 abgeschlossen und es wurde am 24. Februar bei iTunes veröffentlicht.
RuPaul beschreibt das Album als sein Bestes. Das Thema dieses Albums ist es laut RuPaul, „sich selbst nicht klein zureden und seine eigene Stärke zu erkennen. Jeder muss den Champion, der in einem steckt, entdecken.“ Eigentlich sollte das Album zunächst Faster! Faster! heißen, da das anfängliche Konzept aus Schwung und Geschwindigkeit bestand, aber während das Projekt sich entwickelte, wurde das entscheidende Thema Durchhaltevermögen. Das Album vertritt die Philosophie, dass es mehr Möglichkeiten gibt, ein Gewinner zu sein, als Erster am Ziel anzukommen.
Bei zwei Liedern hat sich RuPaul von den Kandidaten von RuPaul’s Drag Race inspirieren lassen. Das Lied Never Go Home Again, basiert auf einer Erzählung der Kandidatin Akashia, die aus dem Elternhaus geworfen wurde, nachdem sie sich als homosexuell outete. Das Lied LadyBoy basiert auf der Kandidatin Ongina, die von den Philippinen stammt.
Das Bonus-Lied Throw Ya Hands Up ist ein Duett von RuPaul und Lady Bunny. Es ist das erste gemeinsame Duett, obwohl beide schon Jahre vorher zusammen an RuPauls Single I've Got That Feelin’ für Cardiac Records arbeiteten. Eigentlich war das Lied für den Soundtrack des Films Another Gay Sequel vorgesehen, aber es wurde schließlich doch nicht für den Film verwendet. Da RuPaul das Lied für zu gut hielt, entschied er sich dafür, es als Bonus dem Album hinzuzufügen.
Die Themen des Albums sprechen, neben reinen Party-Liedern, vor allem ein schwules Publikum an. Hier legt RuPaul mehr den Schwerpunkt als in seinen vorherigen Alben.

### Videos

#### Cover Girl
Am 5. Januar 2009 veröffentlichte RuPaul ein Promo-Video zur ersten Singleauskopplung Cover Girl auf seinem Myspace-Profil und in seinem Blog als Weltpremiere. Das Video enthält neben dem Lied erste Szenen aus RuPaul's Drag Race, ein Reality-Format ähnlich America’s Next Top Model, welches auf dem Sender Logo ausgestrahlt wurde. RuPaul sieht in Cover Girl eine Rückkehr zur House-Musik der 1990er. „Ich weiß was das Publikum von mir will – und ich lasse es sie bekommen.“ Die Single wurde am 11. Februar 2009 bei iTunes als Download veröffentlicht. Am 17. Februar 2009 erschien das Musik-Video zu Cover Girl. Im Musik-Video sind neben RuPaul der Album-Produzent Lucian Piane und die Boxenmannschaft aus RuPaul’s Drag Race zu sehen. Eine zweite Version des Musikvideos, welches zusätzliche Szenen mit den drei Finalisten von RuPaul's Drag Race und einem Rap-Part von der Gewinnerin Bebe Zahara Benet enthält, wurde Anfang April 2009 veröffentlicht.

#### Jealous of My Boogie
Am 17. März 2009 wurde als Promo für das Album ein Video zur zweiten Singleauskopplung Jealous of My Boogie veröffentlicht. Fürs Video hat sich RuPaul von den aktuell in Japan angesagten Techno-Mash-Up-Videos begeistern lassen, die auf dem sex-orientierten Weblog Fleshbot gepostet wurden. Diese Videos verbinden alte homosexuelle Pornoszenen von Billy Herrington mit verrückten japanischen Grafiken. Ein gelegentlicher Babykopf dient dazu einige Sachen zu bedecken. Mehr als 3.000 Mash-Up-Parodien wurden seitdem aufgrund des Internetphänomens von Jugendlichen über Herrington angefertigt. In dem Video von RuPaul wurden Pornoszenen von Tommy Gunn vom Redakteur Justin Hurvitz verwendet. Diese wurden mit Szenen von RuPaul und einigen Grafiken verbunden. Der Babykopf stellt RuPaul als Drag-Baby dar.
RuPaul erklärt das Lied folgendermaßen: „Viele Leute in unserer Kultur empfinden Drag Queens als etwas, worauf sie nicht so stolz sind. Das Lied sagt, seit nicht eifersüchtig auf meinen Boogie, es sagt lebt euer eigenes Leben und macht Drag nicht für Schwule verantwortlich, die nicht ernst genommen werden wollen. Nehmt mich nicht ernst. Ihr könnt mich nehmen wie ihr wollt, nur nicht ernst!“
Am 11. Mai 2009 erschien das Musikvideo zu Jealous of My Boogie indem die Drag Queen Chi Chi LaRue die Hauptrolle spielt.

#### Devil Made Me Do It
Am 30. März 2009 drehte RuPaul das Video zu Devil Made Me Do It. Regisseure waren hierbei Mathu Andersen und Andrew Schneider. Es ist das erste Video in dem RuPaul als Mann und als Drag Queen auftritt. RuPauls Kleidungsstil als Mann ist inspiriert worden von Robert Mitchum in Die Nacht des Jägers. Die Dragqueen RuPaul spielt im Video den Teufel und ist vom Aussehen an Janet Jackson angelehnt. Das Video feierte am 2. Dezember 2009 Weltpremiere beim Ultra Fabulous: Beyond Drag Festival, bei dem Kurzfilme für die Trans-Szene vorgestellt werden. Die Internetpremiere des Videos fand am 8. Dezember 2009 statt.

#### Tranny Chaser
Am 21. März 2009 drehte RuPaul das Video zu Tranny Chaser. Tranny Chaser ist ein lustiges Hip-Hop Lied und handelt von der sexuellen Verwirrung heterosexueller Männer, deren Beuteraster Trans-Frauen sind. Das Video feierte am 21. Dezember 2009 auf YouTube seine Internetpremiere. RuPaul bringt in dem Lied seine Verehrung für Patti LaBelle (in der Zeile Alright Patti LaBelle, here's something else for you) und Whoopi Goldberg (mit der Zeile Looky-loo, Whoopie gotta boo boo) zum Ausdruck.

#### Lady Boy
Das Musikvideo zu Lady Boy wurde am 14. November 2009 mit der RuPaul's Drag Race-Kandidatin Ongina gedreht.

### Bedeutungen der Lieder
In dem Lied Main Event geht es darum, die Verantwortung für die Navigation menschlicher Gefühle zu übernehmen und die Niedergeschlagenheit durch eine gesunde, proaktive Form der Leugnung wegzutanzt.
Das Lied Let’s Turn The Night  handelt um Zusammenhalt und um den Glauben an der Macht der Liebe, die eine bessere Zukunft ermöglichen. Es wurde von RuPaul und Piane geschrieben, als die Proteste gegen Proposition 8 – ein Verfassungszusatz, das nur eine Ehe zwischen Mann und Frau in Kalifornien anerkennt – in West-Hollywood ihren Höhepunkt erreichten. (siehe hierzu Anerkennung_gleichgeschlechtlicher_Partnerschaften_in_den_Vereinigten_Staaten)

## Trackliste
(Singles*)
1. Main Event 4:30
2. Jealous of My Boogie* 3:38
3. Cover Girl* 2:59
4. Tranny Chaser 3:36
5. LadyBoy 3:05
6. Champion 3:37
7. Never Go Home Again 4:43
8. Destiny Is Mine 3:48
9. Let’s Turn the Night 3:46
10. Devil Made Me Do It 3:05
11. Theme from 'Drag Race' 4:47
12. Throw Ya Hands Up (With Lady Bunny) 5:48

### Singles
Cover Girl – The RuMixes (3. Februar 2009)
1. Cover Girl 3:03
2. Cover Girl (Machutchi’s TaterZ DeeP) 6:49
3. Cover Girl (Revolucian’s I Am The Runway) 6:36
4. Cover Girl (Twisted Dee’s Edit) 4:02
5. Cover Girl (Joe Gauthreaux’s Runway Anthem) 8:32
6. Cover Girl (One… Two… Drew G’s Coming for You) 6:53
7. Cover Girl (Revolucian’s RuSkool) 3:38
8. Cover Girl (Twisted Dee’s Club) 7:49

Jealous of My Boogie – The RuMixes (16. Juni 2009)
1. Jealous Of My Boogie (Gomi & RasJek) 6:19
2. Lipsync For Your Life (Ringtone) 0:11
3. Jealous Of My Boogie (Vibelicious' Jealous Of My Booty) 3:37
4. Drag Race (Original Theme) 0:53
5. Jealous Of My Boogie (Macutchi's Wizard's Sleeve) 6:24
6. Charisma, Uniqueness… (Ringtone) 0:08
7. Jealous Of My Boogie (Mykonos RevoLucian) 3:56
8. Cover Girl (feat. Bebe Zahara Benet) 3:00
9. Jealous Of My Boogie (Ranny vs. The Popstar Edit) 3:50
10. Cameroon (Ringtone) 0:08
11. Jealous Of My Boogie (Ruru & Rozy Disco) 3:26
12. Gentlemen, Start Your Engines (Ringtone) 0:11
13. Jealous Of My Boogie (RevoLucian's F**k It Up) 4:47
14. Sashay Away (Ringtone) 0:11
15. Jealous Of My Boogie (Gomi & RasJek Edit) 3:34
16. Cover Girl (Acappella) 2:44
17. Jealous Of My Boogie (Ranny vs. The Popstar) 7:08